# Severin na Kupi
Severin na Kupi – wieś w Chorwacji, w żupanii primorsko-gorskiej, w mieście Vrbovsko. W 2011 roku liczyła 118 mieszkańców.
Wieś jest położona w Gorskim kotarze, nad rzeką Kupą, na wysokości 200 m n.p.m., 38 km na zachód od Karlovaca.
Przebiega przez nią droga Zagrzeb – Rijeka.